# +Cotas
+Cotas es un programa de televisión sobre animales domésticos que busca entretener de un modo divulgativo sobre el mundo de las mascotas. Se estrenó en La 1 el 2 de febrero de 2019. En la primera temporada ha estado conducido por Macarena Berlín, como colaboradores estarán Ismael Beiro, Carlos Rodríguez, Susana Gasch, Israel Pérez y Elisa Mouliaá.

## Formato
+Cotas ha tenido como reto cada semana enseñar al espectador la vida de todos esos animales que nos acompañan a las familias día a día. Se enseñan métodos para el perfecto cuidado de nuestros animales de compañía, además de reportajes, videos divertidos y hábitos saludables. El programa cuenta con el veterinario Carlos Rodríguez y el rehabilitador canino Israel Pérez. Cada semana responderán a las inquietudes que tengan los espectadores sobre sus mascotas. Además, también, los espectadores, conocerán las mascotas de nuestros famosos, se desmontan falsos mitos sobre los animales y se da voz a asociaciones que luchan por la vida de ellos.

## Secciones
- Animaladas, es la sección de vídeos divertidos que se reparte en dos bloques en el programa.
- Rehabilitador, presenta un caso real práctico con Israel Pérez para rehabilitar a un perro.
- +Cotas Influencers, da visibilidad a mascotas que tienen cientos de miles de seguidores en redes sociales.
- +CoConsejos, es el apartado en el que se aconseja sobre el cuidado, alimentación, higiene y tenencia de animales de compañía.
- Mascotas del pasado, recupera imágenes del archivo de RTVE y muestra cómo vivían nuestros animales de compañía desde la década de los años 1930 del siglo pasado hasta los años 1970.
- Falsos Mitos, desmonta creencias populares sobre los animales de compañía.
- Nuestros Salvadores, presenta a animales que dedican su vida a salvar a humanos y visitan el plató para demostrar sus cualidades, como perros policía, perros guía, etc.
- Asociaciones, es el espacio cedido a entidades que dedican su vida a salvar animales.
- Nuestros Héroes, es la sección donde visitan el plató personas a las que su mascota les ha salvado la vida.

## Equipo
- Macarena Berlín - presentadora (T1-T2)
- Ismael Beiro - colaborador (T1-T2)
- Carlos Rodríguez - colaborador (T1-T2)
- Susana Gasch - colaboradora (T1)
- Israel Pérez - colaborador (T1)
- Elisa Mouliaá - colaboradora (T1)
- Sandra Daviú - colaboradora (T2)

## Temporadas y audiencias
| Temporada | Temporada | Programas | Estreno                 | Final                   | Audiencia media | Audiencia media |
| Temporada | Temporada | Programas | Estreno                 | Final                   | Espectadores    | Cuota           |
| --------- | --------- | --------- | ----------------------- | ----------------------- | --------------- | --------------- |
|           | 1         | 10        | 2 de febrero de 2019    | 6 de abril de 2019      | 247 000         | 6,8%            |
|           | 2         | 10        | 7 de septiembre de 2019 | 16 de noviembre de 2019 | 234 000         | 7,6%            |
| Total     | Total     | 20        | 2 de febrero de 2019    | 16 de noviembre de 2019 | 240 000         | 7,2%            |

### Temporada 1 (2019)
| Programas emitidos | Programas emitidos    | Programas emitidos |
| N.º                | Fecha de emisión      | Audiencia          |
| ------------------ | --------------------- | ------------------ |
| 1                  | 2 de febrero de 2019  | 324 000 (9,3%)     |
| 2                  | 9 de febrero de 2019  | 261 000 (7,5%)     |
| 3                  | 16 de febrero de 2019 | 241 000 (6,7%)     |
| 4                  | 23 de febrero de 2019 | 213 000 (7,0%)     |
| 5                  | 3 de marzo de 2019    | 289 000 (5,6%)     |
| 6                  | 10 de marzo de 2019   | 292 000 (6,0%)     |
| 7                  | 16 de marzo de 2019   | 224 000 (6,4%)     |
| 8                  | 23 de marzo de 2019   | 212 000 (6,8%)     |
| 9                  | 30 de marzo de 2019   | 195 000 (6,7%)     |
| 10                 | 6 de abril de 2019    | 216 000 (5,9%)     |

### Temporada 2 (2019)
| Programas emitidos | Programas emitidos       | Programas emitidos |
| N.º                | Fecha de emisión         | Audiencia          |
| ------------------ | ------------------------ | ------------------ |
| 1                  | 7 de septiembre de 2019  | 196 000 (7,7%)     |
| 2                  | 14 de septiembre de 2019 | 237 000 (9,1%)     |
| 3                  | 21 de septiembre de 2019 | 245 000 (7,2%)     |
| 4                  | 28 de septiembre de 2019 | 278 000 (8,6%)     |
| 5                  | 5 de octubre de 2019     | 241 000 (8,2%)     |
| 6                  | 19 de octubre de 2019    | 206 000 (6,2%)     |
| 7                  | 26 de octubre de 2019    | 202 000 (6,4%)     |
| 8                  | 2 de noviembre de 2019   | 221 000 (6,4%)     |
| 9                  | 9 de noviembre de 2019   | 219 000 (6,4%)     |
| 10                 | 16 de noviembre de 2019  | 296 000 (9,9%)     |